# Lashkar Gah
Lashkar Gah é uma cidade do Afeganistão localizada na província de Helmand. Em persa lashkar gah significa "acampamento do exército" ,isso porque a cidade foi construida no que um dia foi uma fortaleza do Império Aquemênida.